# Centre du phoque

Logo

Le Centre du phoque est un écomusée situé sur l'île de la Grande Entrée et voisine de l'Auberge de la Salicorne, aux Îles-de-la-Madeleine. Il vise à sensibiliser le grand public aux enjeux et aux réalités de l'industrie du phoque. 

## Objectif
Le Centre du phoque est une institution muséale dont l’objectif est de mettre en valeur et d'expliquer le monde des loups-marins et de leurs contextes environnemental et culturel aux Madelinots et aux visiteurs.  C’est avec des animations interactives, des vidéos, des films et des jeux questionnaires pour des enfants et pour des adultes que les informations sont transmises. 

## Historique
Le site ouvre ses portes aux visiteurs depuis 1994. Le Centre du phoque a été créé par la fondation Willie Déraspe, du nom du capitaine madelinot. Cette fondation présente les produits de la mer du point de vue des gens qui les exploitent et qui en vivent dans une approche écomuséale. Cette institution muséale explique la période de naissance de jeunes mammifères marins, l’histoire des Îles-de-la-Madeleine dans lesquelles les phoques occupèrent et tiennent toujours des places économiques et culturelles. Autres informations sont expliquées au Centre du phoque (C.P). 

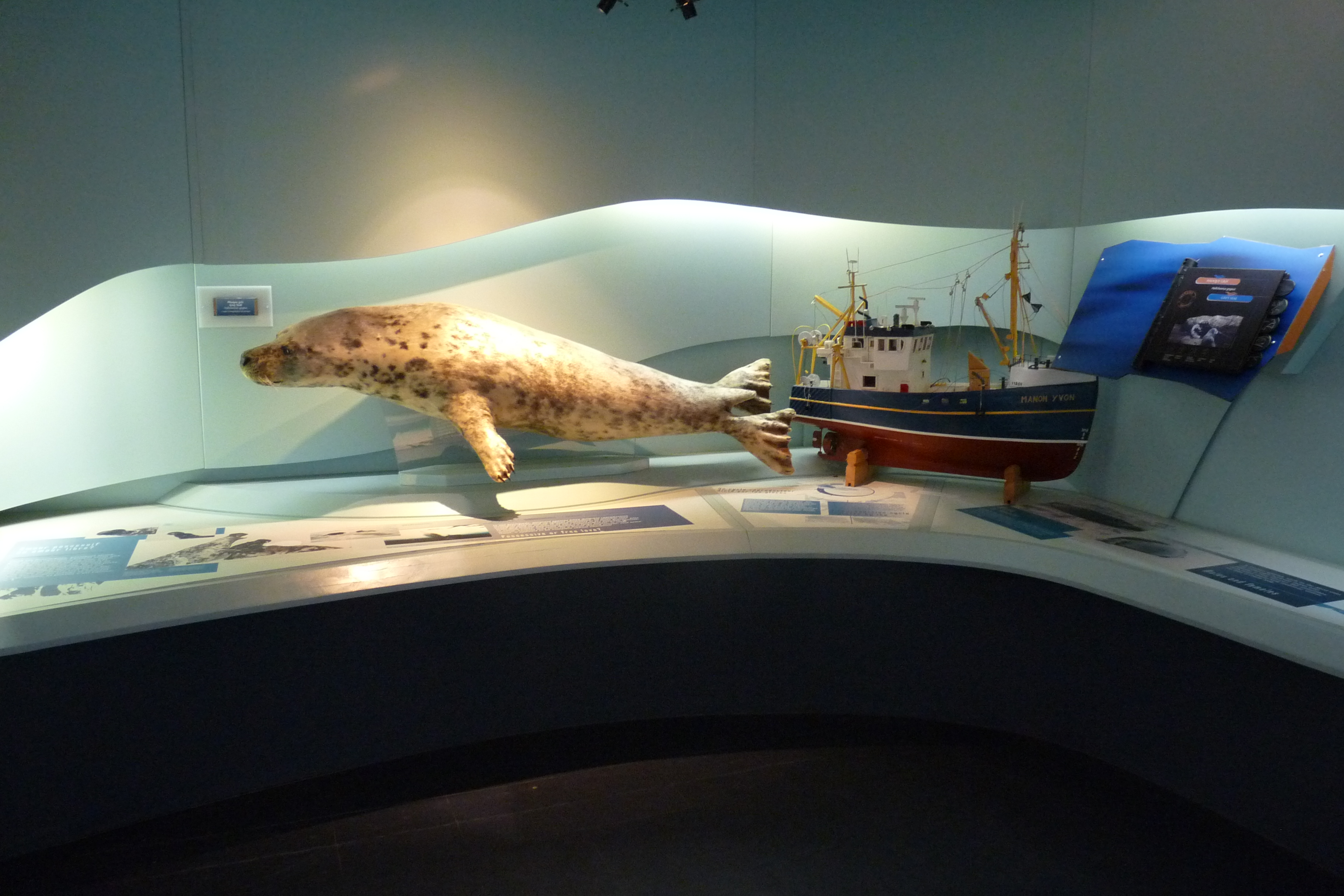
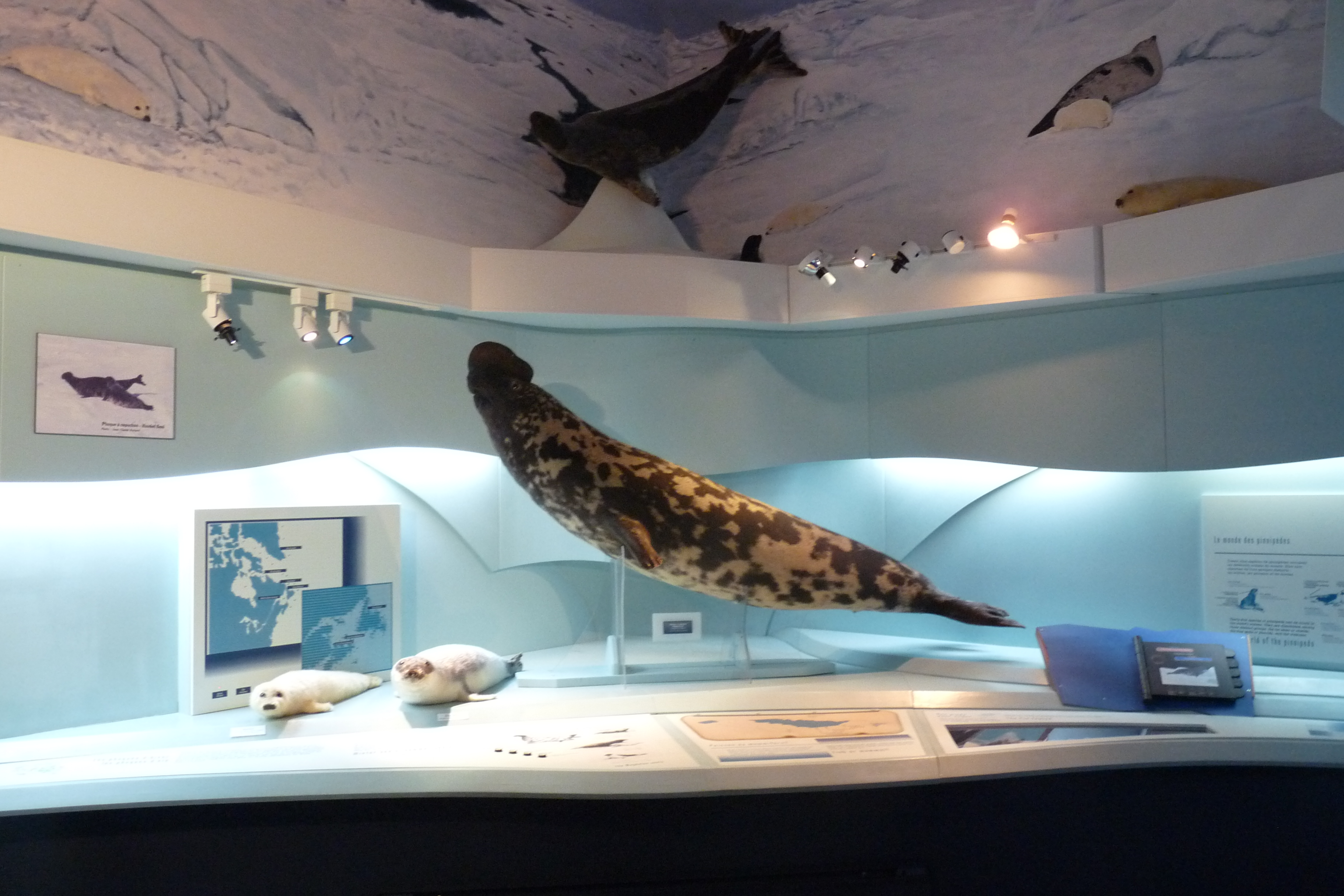

## Les phoques
Dans le Centre du phoque, il y a quatre espèces de phoque qui sont présentées. Ce sont les seuls mammifères marins présents dans les eaux du Golfe et/ou de l'estuaire du Saint-Laurent. Il s'agit du phoque du Groenland Pagophilus groenlandicus, du phoque à capuchon Cystophora cristata, du phoque gris Halichoerus grypuset du phoque commun Phoca vitulina, tous observables au large des Îles-de-la-Madeleine. Ces phoques sont des mammifères adaptés au cours de 20 millions d'années d'évolution marine.